# 文書形式学
文書形式学（ぶんしょけいしきがく、英語：diplomatics）とは、法的効力を有する文書の伝来や形式を研究対象とする学問領域。なお、欧米には日本語でいう「古文書学」に正確に対応する学問概念がなく、欧米では「文書形式学」や「古書体学」として細分化して認識されている。

## 研究対象
文書形式学の研究対象となる文書は、印章などがある法的効力の存在が示された文書に限られる。国際組織として国際文書形式学委員会（Commission Internationale de Dip lomatique）がある。